# Рапла (волость, 2017)
Ра́пла (эст. Rapla vald) — волость в Эстонии в составе уезда Рапламаа. Образована в 2017 году. Административный центр — город Рапла.

## География
Расположена на юго-востоке Эстонии. Площадь — 859,45 км², плотность населения на 1 января 2024 года составила 15,7 чел./км².
Почти 14 % территории волости покрывает лес. Здесь также находятся обширные болотные массивы: на севере — болота Хагуди, Кынну (Сели), Атла (Матси), Аммасааре и болотная система Махтра, в северо-западной части волости — болота Линнураба и Сыбесоо, в юго-восточной — болото Лоосалу, в южной — болото Тырасоо. В восточной части волости находится карстовая область Куйметса, одна из самых больших и своеобразных в Эстонии. В болотной системе Махтра, к северу от деревни Ярлепа , расположено крупнейшее озеро уезда Рапламаа — Ярлепа. На территории болота Лоосалу находится озеро Лоосалу — крупнейшее болотное озеро Эстонии. В северо-восточной части волости находится озёрная система Куйметса. Самая большая река волости — Вигала. На территории волости находятся 10 объектов природоохранной сети «Натура 2000».
Полезные ископаемые: торф, известняк, доломит, щебень, песок.

## История
Волость Рапла образована в октябре 2017 года в результате административно-территориальной реформы путём слияния волостей Юуру, Кайу, Райккюла и Рапла. Административный центр волости — город Рапла.
Историческое русское название волости Рапла во времена Российской империи — Раппельская волость, волость Раппель (нем. Rappel, Gemeinde).

## Символика
Герб: на геральдическом щите зелёным и серебряным цветами изображён наклоненный на 45 градусов восьмиконечный крест — знак возрождения, древний символ счастья и оберег.

Флаг: на бело-зелёном полотнище зелёным и белым цветами изображён наклоненный на 45 градусов восьмиконечный крест.
Зелёный цвет символизирует природу и надежду, победу жизни и хорошие дела; серебряный цвет символизирует мудрость, преданность и просвещение. Разделение полотнища флага на 4 равные части символизирует 4 равноправных самоуправления, объединившиеся в новую волость Рапла. Символика была принята на заседании волостного совета 26 апреля 2018 года. До этого на конкурс был представлен 31 проект.

## Населённые пункты
В составе волости 1 город, 5 посёлков и 83 деревни.
Город: Рапла.

Посёлки: Алу, Кайу, Куузику, Хагуди, Юуру.

Деревни: Алу-Метскюла, Аранкюла, Атла, Валли, Валту, Вана-Кайу, Ванксе, Ваопере, Вахакынну, Вахасту, Вяльятагузе, Ийра, Кабала, Кайгепере, Калеви, Калда, Каритса, Касванду, Келба, Кео, Кодила, Кодила-Метскюла, Койги, Койксе, Куйметса, Куку, Куузику-Нымме, Кыргу, Липа, Липаметса, Липсту, Лоэ, Лыйусе, Лыпеметса, Майдла, Махламяэ, Махтра, Метскюла, Мыйзаасеме, Мяллу, Нымме, Ныммеметса, Ныммкюла, Облу, Оола, Оргузе, Охулепа, Оэла, Паламулла, Пиргу, Пурила, Пурку, Пыллику, Пылма, Рака, Раэла, Райккюла, Ридакюла, Рёа, Садала, Сели, Сели-Нурме, Сикелди, Сулупере, Суурекиви, Тамси, Тапупере, Толла, Тоомья, Тути, Тырма, Уммару, Уускюла, Хагуди, Хелда, Хыреда, Хяргла, Эхерди, Юлейыэ, Юула, Яласе, Ялузе, Ярлепа.

## Демография по данным Регистра народонаселения
По данным Регистра народонаселения, который ведёт Министерство внутренних дел Эстонии, по состоянию на 1 января 2019 года в волости проживали 13 334 человека, из них 5138 (38,5 %) — в городе Рапла.
В период 2008—2017 годов численность населения волости имела тенденцию к снижению и в целом уменьшилась на 986 человек или на 6,8 %. Естественный прирост населения и сальдо миграции в этот же период были постоянно негативными.
По состоянию на 1 января 2018 года 64,0 % от общего числа жителей волости составляло трудоспособное население (возраст 15-64 года), 16,2 % — дети в возрасте до 14 лет (включительно) и 19,8 % — пенсионеры (возраст 65 лет и больше). Данные показывают, что население волости стареет, как и в целом по Эстонии.
В 2018 году женщины составляли 51,3 % от общего числа жителей волости, мужчины — 48,7 %. Согласно данным переписи населения 2011 года эстонский язык считает родным 96,8 % жителей волости, русский язык — 2,4 %. Остальные национальности (0,6 %) — украинцы, финны, литовцы и др. (75 человек).

## Данные Департамента статистики
Данные Департамента статистики Эстонии о волости Рапла:
Число жителей на 1 января каждого года:
| Год  | 2015   | 2016     | 2017     | 2018     | 2019     | 2020     | 2021     | 2022     | 2023     | 2024     |
| ---- | ------ | -------- | -------- | -------- | -------- | -------- | -------- | -------- | -------- | -------- |
| Чел. | 13 409 | ↘ 13 302 | ↗ 13 260 | ↘ 13 202 | ↘ 13 193 | ↘ 13 109 | ↘ 13 004 | ↗ 13 229 | ↗ 13 453 | ↗ 13 524 |

Число рождений (живорождённых):
| Год  | 2015 | 2016  | 2017  | 2018  | 2019  | 2020  | 2021  | 2022  | 2023 |
| ---- | ---- | ----- | ----- | ----- | ----- | ----- | ----- | ----- | ---- |
| Чел. | 115  | ↘ 113 | ↗ 134 | ↗ 143 | ↘ 126 | ↗ 131 | ↗ 139 | ↘ 121 | ↘ 91 |

Число умерших:
| Год  | 2015 | 2016  | 2017  | 2018  | 2019  | 2020  | 2021  | 2022  | 2023  |
| ---- | ---- | ----- | ----- | ----- | ----- | ----- | ----- | ----- | ----- |
| Чел. | 128  | ↗ 159 | ↗ 161 | ↘ 151 | ↗ 153 | ↗ 157 | ↘ 153 | ↗ 180 | ↘ 167 |

Зарегистрированные безработные*:
| Год  | 2016 | 2017 | 2018 | 2019 | 2020 | 2021 | 2022 | 2023 |
| ---- | ---- | ---- | ---- | ---- | ---- | ---- | ---- | ---- |
| Чел. | 302  | 296  | 282  | 282  | 319  | 484  | 328  | 443  |

*2016—2019 годы — среднегодовое число, с 2020 года — на 1 января.
Средняя брутто-зарплата работника:
| Год  | 2013 | 2024  | 2015  | 2016   | 2017   | 2018   | 2019   | 2020   | 2021   | 2022   |
| ---- | ---- | ----- | ----- | ------ | ------ | ------ | ------ | ------ | ------ | ------ |
| Евро | 861  | ↗ 915 | ↗ 970 | ↗ 1038 | ↗ 1116 | ↗ 1193 | ↗ 1259 | ↗ 1320 | ↗ 1389 | ↗ 1511 |

В 2019 году волость Рапла занимала 24 место по величине средней брутто-зарплаты работника среди 79 муниципалитетов Эстонии.
Число учеников в школах:
| Год  | 2015 | 2016   | 2017   | 2018   | 2019   | 2020   | 2021   | 2022   | 2023   | 2024   |
| ---- | ---- | ------ | ------ | ------ | ------ | ------ | ------ | ------ | ------ | ------ |
| Чел. | 1626 | ↗ 1632 | ↗ 1644 | ↗ 1659 | ↘ 1654 | ↗ 1676 | ↗ 1696 | ↗ 1714 | ↗ 1718 | ↘ 1715 |

## Инфраструктура

### Образование
В волости работает 6 детских садов, 3 из них — при школах. В 2017/2018 учебном году их посещало 677 детей, что на 22 % выше, чем в 2008/2009 учебном году. Если ребёнку не хватает места в муниципальном детсаду, свои услуги предлагают частные детские учреждения, при этом на основе заявления родителей волостная управа компенсирует их затраты в размере до 250 евро в месяц.
В 2017/2018 учебном году в волости насчитывалось 6 общеобразовательных учреждений: s 3 основных школы-детсада, 2 основные школы и 3 гимназии. В посёлке Райккюла работает основная школа для детей с особыми потребностями; 3 небольших группы для таких детей есть в школе деревни Алу. Основная школа Хагуди является общинной школой, где обучаются ученики волости, которым требуется спокойная среда и индивидуальный подход. В городе Рапла работает Раплаская гимназия для взрослых, где есть возможность продолжить образование лицам старше 17 лет в третьей ступени основной школы и/или в гимназии. Гимназическое образование в этой школе возможно также получить в форме электронного обучения. Число учеников в школах в 2008/2009 учебном году составляло 1770 человек, в 2017/2018 учебном году — 1582 (снизилось на 11 %).
В волости есть 4 школы по интересам: Раплаская музыкальная школа, Раплаская школа по интересам, музыкальная школа Кайу и Школа по интересам при школе Эдуарда Вильде в Кайу. В 2017/2018 учебном году в этих школах в целом обучалось 293 ученика (в 2012/2013 году — 281).

### Медицина и социальное обеспечение
В волости работает 5 лечебных учреждений, из них в Рапла: уездная больница, Центр семейных врачей и частная поликлиника Praxis. В посёлке Юуру работает Центр здоровья, в посёлке Кайу — пункт семейного врача.
В посёлке Юуру работает дом по уходу на 24 места для пожилых людей и лиц с особыми потребностями. Комнаты в нём в основном двухместные. В каждой комнате можно установить принесённый с собой телевизор и дигибокс. Дом по уходу в Кайу предлагает круглосуточный уход пожилым людям, в нём 19 мест, из них 9 — в двухместной комнате и 1 — в одноместной. В 2019 году плата за место в этих учреждениях составляла 730 евро в месяц / 24 евро в сутки.
Раплаский центр по уходу является учреждением смешанного типа, который состоит из дневного центра-суповой кухни, дома по уходу, социальных квартир, кризисных площадей, приюта для бездомных, центра поддержки и центра для людей с психическими расстройствами. В 2019 году плата за место составляла 700 евро в месяц / 23 евро в сутки.
Пенсионерам и людям с особыми потребностями волость оказывает услугу социального транспорта, при этом лицам с тяжёлой или глубокой степенью инвалидности эта услуга предоставляется бесплатно в размере 500 километров в течение календарного года вне зависимости от цели поездки.

### Культура, досуг и спорт
В волости работает 21 принадлежащее волости культурное учреждение, в том числе 14 библиотек, а также одно частное культурно-развлекательное учреждение. Народные или сельские дома есть в Юуру, Кайу, Куйметса, Махтра, Вахасту. В деревне Ярлепа в 2011 году был открыт Центр образования и культуры Hakuke, где работают детсадовские группы и библиотека и находятся помещения для проведения общественных мероприятий. В городе Рапла есть певческая эстрада, которая была реновирована в 2018—2019 годах; в деревне Кабала есть певческая площадь.
В 2018 году в волости действовали 4 молодёжных центра: в городе Рапла и в посёлках Райккюла, Юуру и Кайу. В структуру Раплаского Открытого молодёжного центра также входят Молодёжная комната Алу и Молодёжная комната Куузику; к Открытому молодёжному центру Райккюла относятся Молодёжные комнаты в деревнях Пурку и Кабала.
Большинство спортивных объектов волости находятся при школах (гимнастические залы, стадионы, игровые площадки). Самое крупное спортивное сооружение волости — это построенный в 2010 году в городе Рапла спортхолл «Садолин» (Sadolin Spordihoone). В городе Рапла работает баскетбольная школа; спортивные холлы есть в Алу и Кабала. В волости есть лётное поле и парк для диск-гольфа.

### Транспорт
Через волость проходят уездные автобусные маршруты; железнодорожная станция есть в городе Рапла, железнодорожная платформа — в Хагуди. В рабочие дни на вокзале Рапла останавливается 15 следующих в Таллин поездов, на остановке Хагуди — 12 поездов; время в пути 1 час. Из Рапла в Пярну выходит 2 поезда, в Вильянди — 4. Автобусы из Рапла в Таллин выходят 4 раза в день, время в пути 1 час. Прямое сообщение с Таллином есть также из деревни Райккюла, автобус выходит 2 раза в день, время в пути 1,5 часа.

### Жилая среда
По данным переписи населения 2011 года в волости насчитывалось 3 248 жилых дома, из них 85,8 % — дома на одну семью, 7,9 % — многоквартирные дома и 6,3 % — прочие малые жилища (например, рядные дома и дома на две семьи). 50-55 % многоквартирных домов были построены в 1961—1980 годах, за исключением бывшей волости Кайу, где 40,7 % многоквартирных домов построены в 1981—1990 годах. В бывших волостях Кайу, Юуру и Райккюла 60-70 % домов на одну семью построены до 1945 года. Больше всего новых построек (1991 год и позже) — в бывшей волости Рапла.
Центральное теплоснабжение есть в городе Рапла, посёлках Алу, Юуру и в деревне Ярлепа. Сети центрального водоснабжения и канализации есть в городе Рапла, в посёлках Алу, Кайу, Куузику, Хагуди, Юуру, деревнях Валту, Ийра, Кабала, Кодила, Пурку, Райккюла, Уускюла, в плотнозаселённых местах деревень Куйметса, Майдла и Ярлепа.
Региональные полицейские работают в городе Рапла, посёлках Кайю и Юуру. В волости есть 2 полицейских по делам молодёжи. Спасательную деятельность координирует Спасательное отделение уезда Рапламаа, добровольные спасательные команды действуют в посёлке Кайу и деревнях Вахасту, Куйметса и Липа.
По данным Департамента полиции Эстонии за 2015 год уровень преступности в волости был ниже среднего по Эстонии.

## Экономика
Наибольшее число предприятий волости занято в сельском и лесном хозяйстве, торговле и строительстве. 94 % всех предприятий составляют микро-предприятия (численность работников менее 10).
Крупнейшие работодатели волости по состоянию на 31 декабря 2019 года:
| Предприятие/организация | Вид деятельности                                                                  | Численность работников |
| ----------------------- | --------------------------------------------------------------------------------- | ---------------------- |
| SA Raplamaa Haigla      | Больница                                                                          | 197                    |
| Saarioinen Eesti OÜ     | Производство готовых пищевых продуктов                                            | 162                    |
| Akzo Nobel Baltics AS   | Производство красок, лаков и красящих веществ, типографской краски и мастики      | 137                    |
| Rapla Vallavalitsus     | Волостная управа; орган государственного управления                               | 123                    |
| Solbritt AS             | Производство гомогенизированных продуктов питания и диетических пищевых продуктов | 87                     |
| Rapla Kesklinna Kool    | Основная школа                                                                    | 83                     |
| Expolio OÜ              | Отделочные работы и завершение строительства                                      | 72                     |
| Harviker OÜ             | Производство мебели                                                               | 64                     |
| Violante Mööbel         | Производство мебели                                                               | 52                     |
| Kaiu LT OÜ              | Разведение молочных пород скота                                                   | 42                     |

## Известные личности
- Уку Мазинг — родился на хуторе Эйну, Райкюльская волость, Ревельский уезд, Российская империя.

## Достопримечательности
Памятники культуры:
- церковь Марии Магдалины в городе Рапла

Единственная в Эстонии приходская церковь с двумя башнями и одна из самых больших сельских церквей. Здание в стиле нового романтизма построено в 1899—1901 годах, автор проекта — Мориц-Рудольф фон Енгельгардт, архитектор Фридрих-Аксель фон Ховен, который существенно изменил первоначальный проект; строительный мастер Карл-Рудольф Вальдес (Karl Rudolf Waldes);
- церковь Святого Михаила в посёлке Юуру

Первоначальная однонефная церковь без арки и башни была построена примерно в 1300 году, до настоящего времени сохранились только хоры в объёме первоначального основного плана. В XV веке над хорами был возведён сводчатый потолок; в 1847 году построена башня в стиле неоготики; в 1893—1895 годах проведена капитальная перестройка (архитектор Эрвин Бернгард); погибший в пожаре шпиль башни восстановлен в 1965 году;
- мыза Алло (Алу)

Основана в 1456 году. За четыре столетия сменилаь множество владельцев. В 1858 году мызу купил Отто фон Лилиенфельд, при котором в 1862 году по проекту архитектора П. В. Алиша началось строительство главного здания мызы, завершившееся в 1875 году. Возникло величественное здание, напоминающее средневековую крепость. Так как временами в строительстве участвовал мастер Фридрих Моди, согласно его видению первоначальный проект был несколько изменён;
- мыза Ерлеп (Ярлепа)

Мыза основана в 1688 году. За столетие сменила множество владельцев. В 1803 году её приобрёл Отто Вильгельм фон Крузенштерн. В 1804 году его дочь Вильгельмина Фридерика вышла замуж за немецкого драматурга Августа фон Коцебу, по инициативе которого в Ярлепа был возведён новый господский особняк в стиле классицизма. В этот же период мыза стала своеобразным и известным культурным центром. Здесь ставились театральные пьесы и проводились другие культурные мероприятия. В течение следующих десятилетий мыза опять сменила несколько собственников. До Второй мировой войны на мызе располагалась табачная кампания Hendrik Antoni Tubakakompanii. В 1945—1946 годах главное здание и парк мызы были вспомогательным хозяйством Эстонского стрелкового корпуса, затем несколько лет здание принадлежало текстильной фабрике «Пунане Койт». В 1949—1957 годах парком и мызным зданием владел совхоз «Махтра», в 1957 году здание перешло Хозяйству племенного птицеводства Ярлепа. В настоящее время главное здание мызы и окружающий его парк находятся в частной собственности;
- мыза Лоаль (Лоху)

Главное здание мызы является примечательным образцом господского особняка в регионе. Построено предположительно во второй половине 18-го столетия, когда мызой владел Отто Вильгельм фон Крузенштерн, перестроено в первой половине 19-го столетия, в настоящее время находится в частной собственности;
- мыза Майдель (Майдла)

В письменных источниках впервые упомянута в 1452 году, когда она перешла во владение дворянского семейства Денгофов. Старейшие части главного здания относятся к концу 15-го — началу 16-го столетия, свой нынешний вид оно приобрело после 1808 года, когда мызу купило семейство фон Майделей. В событиях 1905 года здание сильно пострадало. В 1920 году, после земельной реформы, эстонское правительство подарило мызу генералу Боргу, руководившему датскими добровольцами-участниками Эстонской освободительной войны. С 1950-х годов в главном здании мызы работает детский дом;
- бывшее здание Раплаской колхозной строительной конторы

Построено в 1977 году, архитектор Тоомас Рейн. Уникальный для Эстонии образец архитектуры как по форме и конструкциям, так и по использованным материалам. Внешне выглядит как 7-ступенчатая восьмигранная пирамида, которую поддерживает более узкий, частично углублённый в грунт первый этаж. Крышу поддерживают массивные металлические фермы, спортивный зал освещает восьмиугольное окно в центре крыши. Своеобразным и редким для Эстонии является использование керамических плит на фасаде и их продолжение в отделке внутренних помещений.
Другие достопримечательности:
- хутор-музей Махтра в посёлке Юуру

Музей знакомит с предметами обихода и инструментами крестьян XIX века, а также с историей крестьянского восстания 1858 года, известного как «Война в Махтра»;
- природная тропа в ландшафтном заповеднике Яласе

Тропа длиной 2,6 километра включает дощатой тропу длиной 940 метров и проходит через пустошь Липсту и озеро на болоте Сыбессоо. По ней возможно пройти в любое время года. Также можно совершить поход по болоту в специальных «болотоступах». Здесь встречается множество птиц, среди них лебедь-кликун, болотный лунь, дятел, тетерев, рябчик, клинтух и филин. Летом на поверхности воды расцветают кувшинки, в жаркую погоду можно искупаться в озёрах.

## Галерея
- Церковь Вахасту
- Церковь Святого Михаила в Юуру
- Памятник погибшим в войне в Махтра
- Руины православной церкви в Юуру
- Детский сад Пурку (памятник культуры)
- Железнодорожная станция города Рапла
- Каменный мост в городе Рапла
(памятник культуры)
- Посёлок Хагуди
- Зима в деревне Кодила

## Комментарии
1. ↑  Эстонские топонимы, оканчивающиеся на -а, не склоняются и не имеют женского рода (исключение — Нарва)[6].